# Filipinki
Filipinki este o trupă poloneză de vocal feminin formată în 1959, în Szczecin.

## Discografie
- Filipinki, URSS, Melodiya PD 33GD 00881, 1963 (EP)
- Wala twist, Polskie Nagrania Muza N0298, 1964 (EP)
- Filipinki to my (Suntem Filipinki), Polskie Nagrania Muza N0299, 1964 (EP)
- Piosenki równieśników (Teenagers Songs), Pronit L0454, 1965 (LP)
- Tarap tarap, Pronit N0361, 1965 r. (EP)
- Batumi, URSS, Melodiya 0044573, 1965 (SP)
- Walentyna (Valentina), URSS, Melodiya 0044575, 1965 (SP)
- Piosenka nie zna granic (Muzica nu are limite), Canada, Melodia Record Co. LPM1025, 1965 (LP)
- Filipinki, USA, Radio Request Records M-40, 1965 (EP)
- Filipinki – to my (We Are Filipinki Girls), Polskie Nagrania Muza XL0323, 1966 (LP)
- Serwus, panie chief (Hello Mr. Chief), Polskie Nagrania Muza SP251, 1966 (SP)
- Filipinki with orchestra under J. Janikowski in their Top 16 Hits. A Polish A GO-GO, USA, Bruno Records BR10214L, 1966 (LP)
- Tylko raz (Doar Odată), URSS, Melodiya 0045419, 1967 (SP)
- Nie ma go (El nu e), Polskie Nagrania Muza N0529, 1968 (EP)
- Kolędy śpiewają Filipinki (Christmas Carol by Filipinki), Veriton V-350, 1968 (EP)
- Wiosna majem wróci (Spring Will Return in May), Pronit N0572, 1969 (EP)
- Królewski Zamek (Castelul Regal), Polskie Nagrania Muza SP357, 1971 (SP)
- Ja się w tobie nie zakocham (Nu mă voi îndrăgosti în tine), Polskie Nagrania Muza N0653, 1971 (EP)